# Pismo kadamba
Pismo kadamba – system pisma opracowany specjalnie dla języka kannada. Pismo kadamba powstało na bazie pisma brahmi w okresie panowania południowoindyjskiej dynastii Kadamba (IV–VI w.) i stąd wzięło swoją nazwę. Alfabet ten był w użyciu do X wieku. Wywodzą się od niego z kolei dwa alfabety używane do tej pory przez dziesiątki milionów ludzi w Indiach: pismo kannada i telugu.